# クリスティアン・チェフ
クリスティアン・チェフ（Kristjan Čeh、1999年2月17日 - ）はスロベニアの陸上競技選手、専門は円盤投。プトゥイ出身。男子円盤投のスロベニア国内記録保持者。
マリボル大学農学部に在籍しており、自由時間は実家の農場で働いている。
コーチは、2008年北京オリンピックの男子円盤投金メダリストであるエストニアのゲルド・カンテル。
2021年の東京オリンピックの男子円盤投に出場し、5位入賞となった。
2022年にユージーンで開催された世界陸上競技選手権大会の男子円盤投に出場し、決勝では大会記録を更新して金メダルを獲得した。

## 主な戦績
| 年   | 大会                   | 開催地     | 種目   | 順位             | 記録   | 備考     |
| ---- | ---------------------- | ---------- | ------ | ---------------- | ------ | -------- |
| 2018 | 地中海競技大会         | タラゴナ   | 円盤投 | 準優勝           | 62.03m | 自己記録 |
| 2019 | 世界陸上競技選手権大会 | ドーハ     | 円盤投 | 予選敗退（31位） | 59.55m |          |
| 2021 | オリンピック           | 東京       | 円盤投 | 5位              | 66.37m |          |
| 2022 | 世界陸上競技選手権大会 | ユージーン | 円盤投 | 優勝             | 71.13m | 大会記録 |

## 記録
| 種目   | 記録   | 年月日        | 場所             | 備考     |
| ------ | ------ | ------------- | ---------------- | -------- |
| 砲丸投 | 16.48m | 2019年6月29日 | ノヴァ・ゴリツァ |          |
| 円盤投 | 71.27m | 2022年5月21日 | バーミンガム     | 国内記録 |